# 廖春波
廖春波（？—？），臺灣彰化鹿港人，道光五年（1825年）拔貢。彰化縣知縣高鴻飛曾聘用他主講白沙書院，此外他還參與過《彰化縣志》的編纂工作。

## 其他
道光十年（1830年）廖春波曾為鹿港鳳山寺撰寫〈鹿溪新建鳳山寺碑記〉。